# オガライト
オガライト（ブリケット）とは、おがくずを固めて造った棒状の木質系固形燃料のこと。オガライトから作られた木炭は通称「オガ炭」と呼ばれる。

## 概要
オガライトの形状は、長さ30 - 50センチメートル、太さ5.2センチメートル程度の棒状で、断面は円形もしくは六角形。圧縮成型しつつ、外面を150度に加熱するため、外見は濃茶色となっている。加熱する事により、おがくずに含まれるリグニンが粘結剤の役割をするため、添加物は使われていない。熱圧縮時に木質から高温高圧なガスが発生するため、ガス抜きとして中心部が1センチメートル程度のちくわのような中空となっている。中空にならないようにオガライトを成形するのは非常に難しく、成形加工時にガスが籠ってプレス部が暴発する危険性があるため日本では一部ハウスメーカーを除きほとんど製造されておらず、中国で日本向けに製造されているものが多い。燃えた後の灰の量は少ないといわれているが、使用されている木の種類と部位による。灰の主な成分はシリカ分である。

## 歴史
製材により材木の7パーセントはおがくずになってしまうため、これを資源として再利用する為に1925年に研究開発された。
一般には1950年代に製造が開始され全国的に普及、高度成長期、建築製材で大量に発生していたおがくずを活用し、主に薪の代わりに風呂の燃料として用いられ昭和40年 - 昭和50年頃、オガライト出荷は最盛期を迎え、全国オガライト協同組合（その後、日本木質成形燃料協同組合に改編）の組合員数は全国で830余軒、非組合員も含めると1000軒以上を数えた。しかし、住宅事情の変化により1970年代以降、オガライトを直接使用する市場は急速に縮小した。現在、日本国内のオガライト製造社は二十数軒ほどである。
その後、オガライトを木炭化させたオガ炭が、現在は炭焼きをアピールする飲食店などで広く使われている。日本の技術指導により、中国やインドネシアで多く生産されているが、外国ではオガライトが現地の市場に流通する事はほとんど無く、工場内のオガライト製造ラインと、その木炭化工程は一体化しており、オガ炭として日本などの消費地へ輸出販売されている。日本木質成形燃料協同組合はいったん解散したが、その後平成に入り、社団法人全国燃料協会内の日本オガ炭生産者協議会として復活している。

## 用途
着火性が良く、火持ちが良く火力が強いので、五右衛門風呂、及び薪ボイラーの燃料などとして主に用いられる。
現在も市販されており、15キログラム当たり1500 - 2500円と比較的安価である。初心者でも着火でき、安価で火持が良く、燃焼が安定すると煙臭も出ず炭火のような安定した長時間に渡る高火力性を示すため、安価なマングローブ炭よりもキャンプでの調理やバーベキューなどに向く。炭や練炭よりも簡単に着火でき、後始末の灰も少ない事から、釣りなどでの暖としても使われている。また、薪ストーブでの焚き付け用にも最適である。
業務用途ではビニールハウスの暖房用の燃料にも用いられる。

## 加工
オガライトを炭化したものをオガ炭と呼ぶ。燃焼中に細かい灰が出てそれが飛び散る可能性が高いものの、安価であり均質で火持ちが良く煙が少ないことから、焼き鳥、焼肉、その他、炭での焼き物を行って備長炭である必要性が無い飲食店などで多く用いられている。